# Rógvi Baldvinsson
Rógvi Asmundur Baldvinsson (ur. 6 grudnia 1989 w Tórshavn na Wyspach Owczych) – farerski piłkarz występujący na pozycji środkowego lub lewego obrońcy w norweskim trzecioligowcu FK Vidar oraz w reprezentacji Wysp Owczych.

## Kariera klubowa
Baldvinsson rozpoczął swoją karierę w 2006 roku, jako piłkarz norweskiego Ålgård FK, rozgrywającego swoje mecze w trzeciej lidze norweskiej. Grał tam do roku 2012, rozegrawszy 110 spotkań i zdobywając w nich 12 bramek. W latach 2010–2012 sprawował funkcję kapitana. Jego drużyna stale pozostawała w trzeciej lidze, osiągając najwyżej trzecie miejsce w tabeli (2009). W czerwcu 2012 roku został polecony przez Briana Kerra, ówczesnego szkoleniowca reprezentacji Wysp Owczych, trenerowi Markowi McGhee. Po kilku tygodniach na profilu zawodnika w portalu Twitter pojawił się post informujący, iż ten wraca do Norwegii z przyczyn osobistych. Dla Bristol Rovers nie rozegrał żadnego meczu. W Ålgård po powrocie rozegrał dwa spotkania w sezonie 2012.
W styczniu 2013 roku rozpoczął grę dla występującego w Adeccoligaen Bryne FK. Zawodnik wystąpił w dwudziestu dwóch spotkaniach, nie zdobywając przy tym żadnej bramki. Jego klub zajął siódme miejsce w ligowej tabeli. Kontrakt Baldvinssona zakładał dłuższą grę w drużynie, jednak w marcu 2014 roku za porozumieniem między zawodnikiem a władzami klubu odstąpiono od kontraktu.
Zawodnik powrócił do gry w Ålgård FK od pierwszego meczu sezonu 2014. Zagrał w nim w dwudziestu spotkaniach. Klub zajął wówczas czternaste miejsce w lidze trzeciej, co spowodowało spadek do rozgrywek niższej klasy. Rozgrywał w nim mecze do sierpnia 2015 roku, kiedy na kilka chwil przed zamknięciem okna transferowego, podpisał umowę z duński drugoligowym klubem FC Fredericia. Dla nowego klubu rozegrał osiem spotkań, z których pierwsze przeciwko Skive IK, odbyło się 30 września 2015 (0:2). W zremisowanym 4:4 meczu z FC Roskilde 3 grudnia 2015 zdobył także swojego jedynego gola.
Od roku 2016 Baldvinsson jest zawodnikiem FK Vidar, rozgrywającego mecze w trzeciej lidze norweskiej. Zadebiutował 9 kwietnia w wygranym 2:0 ligowym spotkaniu przeciwko Egersunds IK. Pierwszą bramkę dla nowej drużyny strzelił zaś 7 maja w meczu z Lysekloster IL (4:1). Łącznie dotychczas wystąpił w dwudziestu siedmiu meczach i zdobył cztery gole. Jego klub w sezonie 2016 zajął siódme miejsce w grupie trzeciej 2. Divisjon, pozostając w niej na przyszły rok.

## Kariera reprezentacyjna
Rógvi Baldvinsson swój kraj reprezentował po raz pierwszy w meczu reprezentacji Wysp Owczych U-21 z Andorą, 11 sierpnia 2010, który zakończył się rezultatem 3:1. Powoływany do młodzieżowej kadry był już jednak rok wcześniej. W swoim debiucie zdobył bramkę na 2:1. Jego drugim i ostatnim spotkaniem w młodzieżowej kadrze był mecz przeciwko Mołdawii (0:1).
Debiutem w seniorskiej reprezentacji, mimo wcześniejszych powołań, był mecz eliminacji do Mistrzostw Europy 2012 przeciwko Słowenii 3 czerwca 2011 roku, przegrany przez Wyspy Owcze 0:2. Baldvinsson zagrał od tamtej pory w dwudziestu trzech meczach reprezentacyjnych. Zdobył w nich także dwie bramki, z których pierwszą w spotkaniu z reprezentacją Szwecji 12 października 2012 roku, przegranym ostatecznie 1:2.